# Sanjay Dutt
Sanjay Dutt (Mumbai, 29 luglio 1959) è un attore indiano.
È il figlio degli attori Nargis e Sunil Dutt. Oggi è uno dei più famosi attori di Bollywood.

## Filmografia

### Cinema
- Rocky, regia di Sunil Dutt (1981)
- Johny I Love You, regia di Rakesh Kumar (1982)
- Vidhaata, regia di Subhash Ghai (1982)
- Do Dilon Ki Dastaan, regia di A.C. Trilogchander (1985)
- Jaan Ki Baazi, regia di Ajay Kashyap (1985)
- Mardon Wali Baat, regia di Brij (1988)
- Kabzaa, regia di Mahesh Bhatt (1988)
- Jeete Hain Shaan Se, regia di Kawal Sharma (1988)
- Saajan, regia di Lawrence D'Souza (1991)
- Jeena Marna Tere Sang, regia di Vijay Reddy (1992)
- Khal Nayak, regia di Subhash Ghai (1993)
- Vijeta, regia di K. Muralimohana Rao (1996)
- Daud: Fun on the Run, regia di Ram Gopal Varma (1997)
- Mahaanta: The Film, regia di Afzal Khan (1997)
- Sanam, regia di Aziz Sejawal (1997)
- Dushman, regia di Tanuja Chandra (1998)
- Daag: The Fire, regia di Raj Kanwar (1999)
- Kartoos, regia di Mahesh Bhatt (1999)
- Haseena Maan Jaayegi, regia di David Dhawan (1999)
- Vaastav: The Reality, regia di Mahesh Manjrekar (1999)
- Khoobsurat, regia di Sanjay Chhel (1999)
- Khauff, regia di Sanjay Gupta (2000)
- Baaghi, regia di Rajesh Kumar Singh (2000)
- Chal Mere Bhai, regia di David Dhawan (2000)
- Jung, regia di Sanjay Gupta (2000)
- Mission Kashmir, regia di Vidhu Vinod Chopra (2000)
- Kurukshetra, regia di Mahesh Manjrekar (2000)
- Raju Chacha, regia di Anil Devgan (2000)
- Jodi No.1, regia di David Dhawan (2001)
- Pitaah, regia di Mahesh Manjrekar (2002)
- Hum Kisi Se Kum Nahin, regia di David Dhawan (2002)
- Yeh Hai Jalwa, regia di David Dhawan (2002)
- Maine Dil Tujhko Diya, regia di Sohail Khan (2002)
- Hathyar: Face to Face with Reality, regia di Mahesh Manjrekar (2002)
- Annarth, regia di Ravi Dewan (2002)
- Kaante, regia di Sanjay Gupta (2002)
- Ek Aur Ek Gyarah: By Hook or by Crook, regia di David Dhawan (2003)
- LOC: Kargil, regia di J.P. Dutta (2003)
- Munna Bhai M.B.B.S., regia di Rajkumar Hirani (2003)
- Rakht, regia di Mahesh Manjrekar (2004)
- Parineeta, regia di Pradeep Sarkar (2005)
- Tathastu, regia di Anubhav Sinha (2006)
- Anthony Kaun Hai?, regia di Raj Kaushal (2006)
- Lage Raho Munna Bhai, regia di Rajkumar Hirani (2006)
- Sarhad Paar, regia di Raman Kumar (2006)
- Eklavya, regia di Vidhu Vinod Chopra (2007)
- Nehlle Pe Dehlla, regia di Ajay Chandhok (2007)
- Shootout at Lokhandwala, regia di Apoorva Lakhia (2007)
- Dhamaal, regia di Indra Kumar (2007)
- Om Shanti Om, regia di Farah Khan (2007)
- Dus Kahaniyaan, regia di Jasmeet Dhodhi, Meghna Gulzar, Sanjay Gupta, Apoorva Lakhia, Hansal Mehta e Rohit Roy (2007) (segmento "Rise & Fall")
- Blue, regia di Anthony D'Souza (2009)
- Rascals, regia di David Dhawan (2011)
- Desi Boyz, regia di Rohit Dhawan (2011)
- Agneepath, regia di Karan Malhotra (2012)
- Department, regia di Ram Gopal Varma (2012)
- Son of Sardaar, regia di Ashwani Dhir e Anil Devgan (2012)
- Zila Ghaziabad, regia di Anand Kumar (2013)
- Policegiri, regia di K.S. Ravikumar (2013)
- Bhoomi, regia di Omung Kumar (2017)
- Panipat, regia di Ashutosh Gowariker (2019)
- Torbaaz, regia di Girish Malik (2020)
- K.G.F: Chapter 2, regia di Prashanth Neel (2022)
- Javān, regia di Atlee (2023) - cameo
- Leo, regia di Lokesh Kanagaraj (2023)